# Arvid Löfgren
Arvid Christopher Löfgren, född 3 mars 1880 i Norrköping, död 29 augusti 1932 i Altoona, Pennsylvania, USA, var en svensk-amerikansk målare och dekorationsmålare. 
Han var son till lokomotivföraren Anders Christian Löfgren och Carolina Svensson och från 1905 gift med Ada Irene Johansen. Löfgren utbildade sig till dekorationsmålare i unga år bland annat i Stockholm för olika mästare. Han reste till Amerika 1901 och stannade en tid i New York innan han 1902 fortsatte till Altoona där han anställdes som dekorationsmålare vid Pennsylvania Rail Road Company. Efter att under något år arbetat som glasetsare och  dekorationsmålare utnämndes han till chefsdekoratör. Vid sidan av sitt arbete utförde han dekorationsmålningar i kyrkor och skolbyggnader. Som stafflikonstnär målade han som regel blomsterstilleben.    